# Perstorpagölen
Perstorpagölen är en sjö i Eksjö kommun i Småland och ingår i Emåns huvudavrinningsområde. Sjön är 7 meter djup, har en yta på 0,0508 kvadratkilometer och befinner sig 225 meter över havet.